# Кожевников, Евгений (хоккеист)
Евгений Кожевников (29 октября 1981, Ленинград, СССР) — российский и израильский хоккеист, тренер.

## Биография
Вместе со своим братом Михаилом переехали в Германию, где защитник выступал за команды низших лиг. В 2014 году Кожевниковы перешли в израильский клуб «Бат-Ям». Вскоре, получив гражданство этой страны, они стали вызываться в расположение местной сборной. Участники нескольких Чемпионатов мира в низших дивизионах.
В 2022 году Евгений Кожевников возглавил юниорскую сборную Израиля до 18 лет, а вскоре он приступил к работе в молодежной и главной сборной, у руля которой наставник дебютировал в рамках турнира во втором дивизионе чемпионата мира в группе «А» в Сербии.

## Достижения
- Чемпион Израильской хоккейной лиги (1): 2015/16.